# 鹿特丹斯巴達
鹿特丹斯巴達是荷蘭其中一間最早成立的球會，在1888年4月1日成立。在2002–03球季之前，球隊一直在最高組別聯賽角逐，直到2002年降至乙組為止，而他們在2005–06球季重返甲組。在2004–05球季的平均入場人數為5,700人。2015–16球季贏得乙組冠軍，取得升上甲組資格。
鹿特丹斯巴達贏得六次本土聯賽冠軍，分別在1909年、1911年、1912年、1913年、1915年和1959年。他們還三次奪得荷蘭盃冠軍，分別在1958年、1962年和1966年。鹿特丹斯巴達是鹿特丹三支職業球會之一，其餘兩支為飛燕諾（1908年成立）和精英隊（1902年成立），他們都在甲組角逐。

## 歷史
鹿特丹斯巴達本來在1887年成立，後來經過短暫的解散後，在1888年4月1日，一些前斯巴達的球員成立了一支板球隊也是叫斯巴達。在1888年7月，足球隊的分支成立。在1890年他們進行了一場正式的比賽，其後在1892年解散了板球隊。鹿特丹斯巴達在1893年4月23日升上荷甲比賽，不過持續經歷了球賽中不確定的仲裁，球會在1897年退出了聯賽。不過，球會依然存在，其後在1899年，球會管理層前往英格蘭觀看球會新特蘭的比賽，給其紅白球衣深深地影響着。後來管理層決定以新特蘭的球衣顏色作為球會的球衣顏色。
在1905年，球會開始和組織了荷蘭國家隊的第一場主場比賽，對手是比利時國家隊。當時第一場荷蘭勝4-0，兩星期後在安特衛普的重賽，荷蘭勝4-1。
鹿特丹斯巴達在主場斯巴達運動場的第一場比賽在1916年10月14日舉行。球場在1999年進行翻新，直到現在也是鹿特丹斯巴達的主場館。

## 著名球員
- 丹尼·白蘭特 Danny Blind
- 路易斯·范加尔 Louis van Gaal
- Nourdin Boukhari
- Tonny van Ede
- Henk Fräser
- Ed de Goey
- John de Wolf

## 外部連結
- （荷兰文） 官方網站（页面存档备份，存于）